# Cotylelobium
Genre
Classification phylogénétique
 Cotylelobium est un genre d'arbres de la famille des Dipterocarpaceae localisé au Sri Lanka et à l'Asie du Sud-Est.

## Étymologie
Le nom dérive du grec (kotyle = « cotyle » (une petite coupe) et lobos = « gousse »).

## Répartition
Les espèces de Cotylelobium sont réparties du Sri Lanka, Péninsule Malaise, jusqu'à Bornéo. Cinq de ses espèces sont actuellement inscrites sur la liste rouge de l'UICN. Deux de ces espèces sont considérées comme en danger critique et les trois autres en voie de disparition. La principale menace est la perte de son habitat.

## Liste d'espèces
- Cotylelobium burckii
- Cotylelobium lanceolatum
- Cotylelobium lewisianum
- Cotylelobium melanoxylon
- Cotylelobium scabriusculum